# Juan Mari Aburto
Juan María Aburto Rique (Bilbao, Vizcaya, 28 de marzo de 1961), más conocido como Juan Mari Aburto, es un abogado, letrado de la Diputación Foral de Vizcaya y político español de ideología nacionalista vasca.
Actualmente es el alcalde de Bilbao. Anteriormente ostentó el cargo de Consejero de empleo y políticas sociales del Gobierno Vasco. También fue juntero de las Juntas Generales de Vizcaya (2012-2012).

## Biografía
Nació el 28 de marzo de 1961 en Bilbao. Licenciado en Derecho por la Universidad de Deusto. Desde 1986 es funcionario de la Diputación Foral de Vizcaya, como letrado de la diputación (funcionario del cuerpo jurídico).
Trabajó como director de servicios entre 1991 y 1994 para el Gobierno Vasco, en el equipo del entonces Consejero de Interior Juan María Atutxa. En 1994 fue nombrado director general del Régimen Jurídico y Función Pública de la diputación foral vizcaína y en 2003 pasaría a ser diputado foral de Acción Social.
En junio de 2011 fue nombrado diputado foral de Presidencia, convirtiéndose en la mano derecha del diputado general José Luis Bilbao. En diciembre del 2012 fue designado Consejero de Empleo y Políticas Sociales del Gobierno Vasco, teniendo que dejar su cargo en la diputación.
En octubre de 2014 hizo pública su candidatura a la alcaldía del ayuntamiento de Bilbao por el Partido Nacionalista Vasco (PNV) y en febrero de 2015 dimitió como consejero de Empleo y Asuntos Sociales, siendo sustituido por Ángel Toña.
El 13 de junio de 2015 fue elegido alcalde de Bilbao, gracias a un acuerdo de investidura con el Partido Socialista de Euskadi-Euskadiko Ezkerra (PSE-EE).
El 15 de junio de 2019 fue reelegido alcalde de Bilbao después de que el PNV ganara las elecciones municipales, sumando la mayoría con los votos del PNV y el PSE-EE.